# HMS Tetcott (L99)
«Теткотт» (L99) (англ. HMS Tetcott (L99) — військовий корабель, ескортний міноносець типу «Хант» «II» підтипу Королівського військово-морського флоту Великої Британії за часів Другої світової війни.

## Історія створрення
«Теткотт» був закладений 29 липня 1940 року на верфі компанії J. Samuel White, Коуз. 11 грудня 1941 року увійшов до складу Королівських ВМС Великої Британії.